# Bryan Robson
Bryan Robson (11 tháng 1 năm 1957 tại Chester-le-Street, County Durham) là một cựu cầu thủ bóng đá và huấn luyện viên người Anh. Ông nổi tiếng khi còn là một tiền vệ chơi cho câu lạc bộ Manchester United, nơi mà ông đeo băng đội trưởng trong thời gian lâu nhất từ trước tới nay. Từ năm 2007 ông huấn luyện cho câu lạc bộ Sheffield United câu lạc bộ đang chơi ở giải hạng nhất Anh, sau khi hoàn thành nhiệm vụ vào ngày 14 tháng 2 năm 2008 ông đã ra đi. Vào tháng 3-2008 ông trở lại Manchester United với vai trò là người đại diện cho câu lạc bộ này.
Ông bắt đầu sự nghiệp ở câu lạc bộ West Bromwich Albion, trước khi đến với Manchester United. Ông là đội trưởng của Manchester United giành được 3 cup FA và một cup C2 châu Âu và 2 chức vô địch bóng đá Anh. Gần cuối sự nghiệp của mình ông đến với Middlesbrough với vai trò là huấn luyện viên kiêm cầu thủ.
Ông có 90 trận đấu cho đội tuyển bóng đá quốc gia Anh, trong đó có 65 trận đeo băng đội trưởng và ghi được 26 bàn. Thành tích số lần đeo băng đội trưởng này chỉ xếp sau Bobby Moore và Billy Wright. Robson còn có biệt danh là Robbo và Captain Marvel (đội trưởng tuyệt vời).

## Danh hiệu

### Cầu thủ
Manchester United
- Premier League: 1992–93, 1993–94[1]
- FA Cup: 1982–83, 1984–85, 1989–90
- League Cup: 1991–92
- FA Charity Shield: 1983, 1993
- European Cup Winners' Cup: 1990–91

### Cầu thủ kiêm huấn luyện viên
Middlesbrough
- Football League First Division: 1994–95